# Vitaly Petrakov
Vitaly Aleksandrovich Petrakov (Tula, 10 de dezembro de 1954) é um ex-ciclista soviético.
Ganhou uma medalha de ouro na prova de perseguição por equipes (4 000 m) nos Jogos Olímpicos de Montreal 1976, e uma de prata nos Jogos Olímpicos de Moscou 1980, também na perseguição por equipes para a União Soviética.